# Беляковка (Башкортостан)
Беляковка (баш. Беляковка) — деревня в Нигматуллинском сельсовете муниципального района Альшеевский район Республики Башкортостан России.

## Население
| 2002 | 2009 | 2010 |
| ---- | ---- | ---- |
| 25   | ↘12  | ↗14  |

Согласно переписи 2002 года, преобладающие национальности — русские (32 %), башкиры (44 %).

## Географическое положение
Расстояние до:
- районного центра (Раевский): 49 км,
- центра сельсовета (Нигматуллино): км,
- ближайшей железнодорожной станции (Раевка): 49 км.